# Cerkiew Objawienia Pańskiego w Korczminie
Cerkiew Objawienia Pańskiego w Korczminie – drewniana parafialna cerkiew greckokatolicka, znajdująca się w Korczminie. Obecnie pw. Zaśnięcia NMP.
Cerkiew została wzniesiona w 1658. Do parafii należały filialne cerkwie w Machnówku i Krzewicy. Parafia należała do dekanatu bełzkiego, po I wojnie światowej do dekanatu uhnowskiego.
Z Korczmina pochodzi znana w okolicy i uważana za cudowną ikona Matki Boskiej, którą umieszczono tu ok. połowy XVII w. Obecnie obraz znajduje się w greckokatolickiej cerkwi Narodzenia NMP w Lublinie, a na miejscu znajduje się jego kopia. 

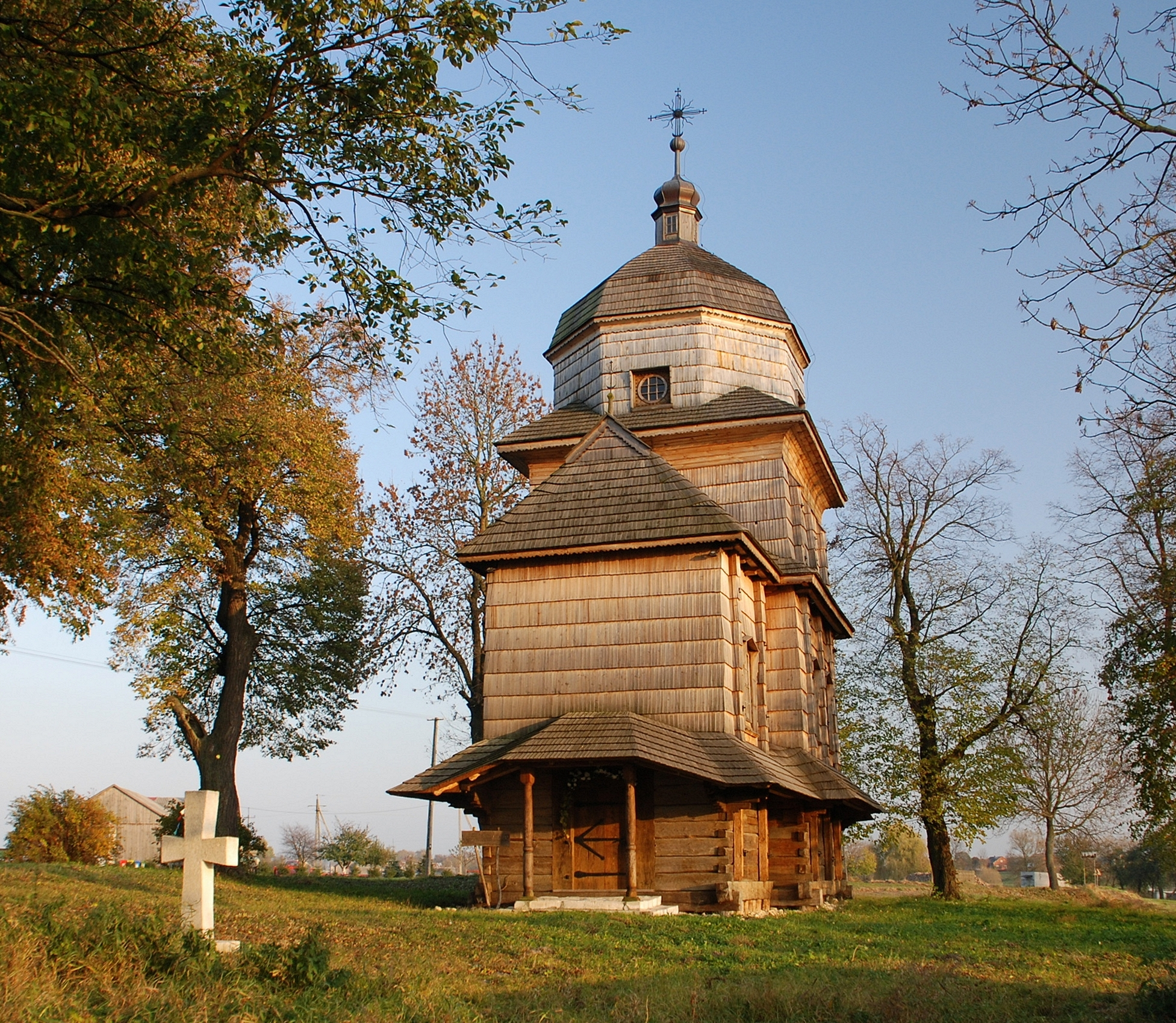
Elewacja frontowa
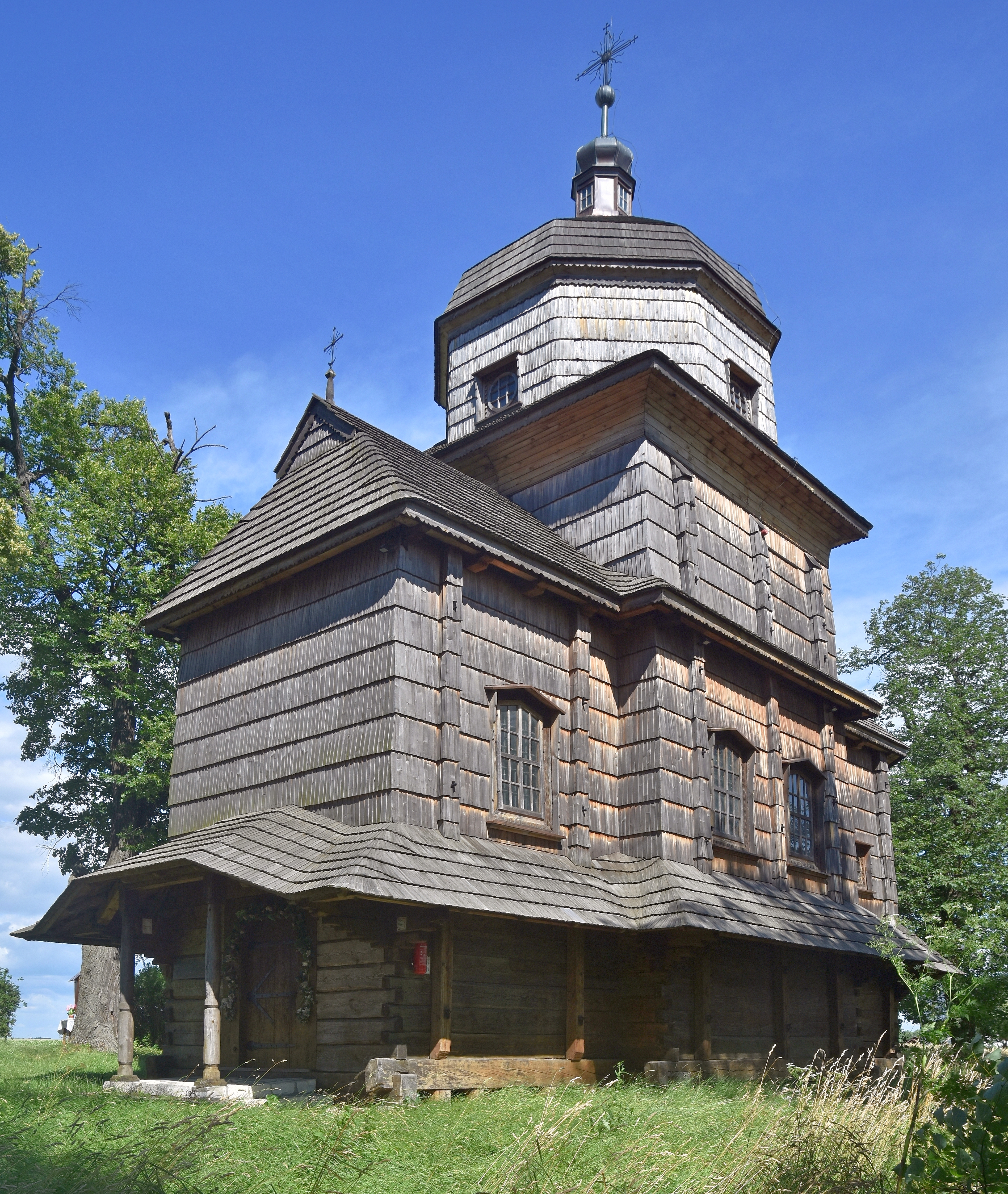
Widok od strony południowej
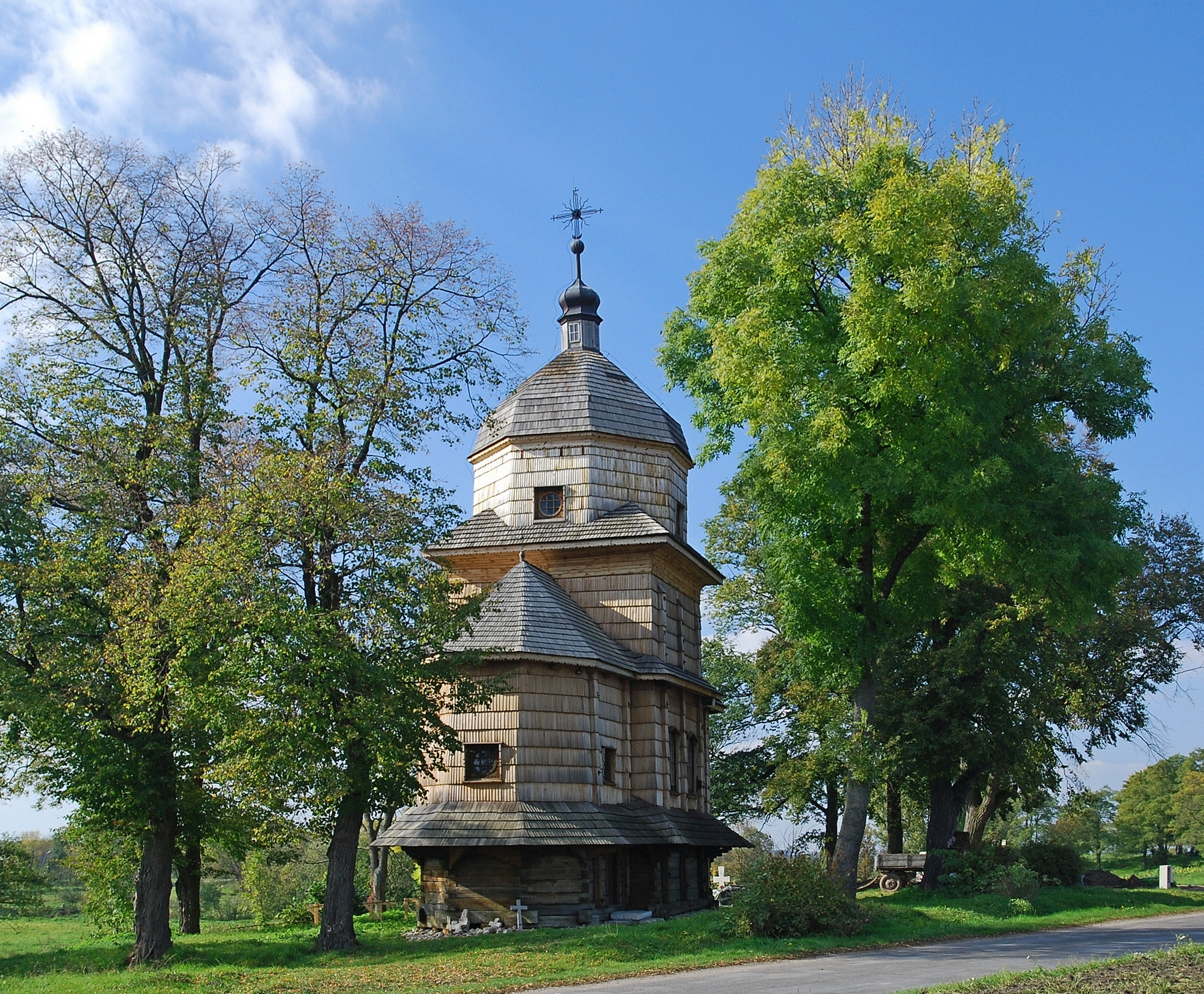
Widok od strony prezbiterium

Po 1947 przez kilka lat świątynia była używana jako kościół filialny parafii rzymskokatolickiej w pobliskim Machnówku. Od pierwszej połowy lat 50. XX wieku pozostawała opuszczona przez blisko 40 lat. 
W 1990 rozpoczęto prace konserwatorskie przy obiekcie, zainicjowane przez Społeczną Komisję Opieki na Zabytkami Sztuki Cerkiewnej. Cerkiew rozebrano, wymieniono elementy zniszczone i zakonserwowano pozostałe, a w 1994 rozpoczęto jej ponowne stawianie. W kwietniu 2002 Wojewódzki Konserwator Zabytków w Lublinie przekazał cerkiew na rzecz parafii greckokatolickiej Narodzenia NMP w Lublinie. Rekonsekracja cerkwi odbyła się 28 sierpnia 2004.
W pobliżu cerkwi znajduje się czworoboczna dzwonnica z połowy XIX wieku oraz cmentarz z dziewiętnastowiecznymi nagrobkami bruśnieńskimi.

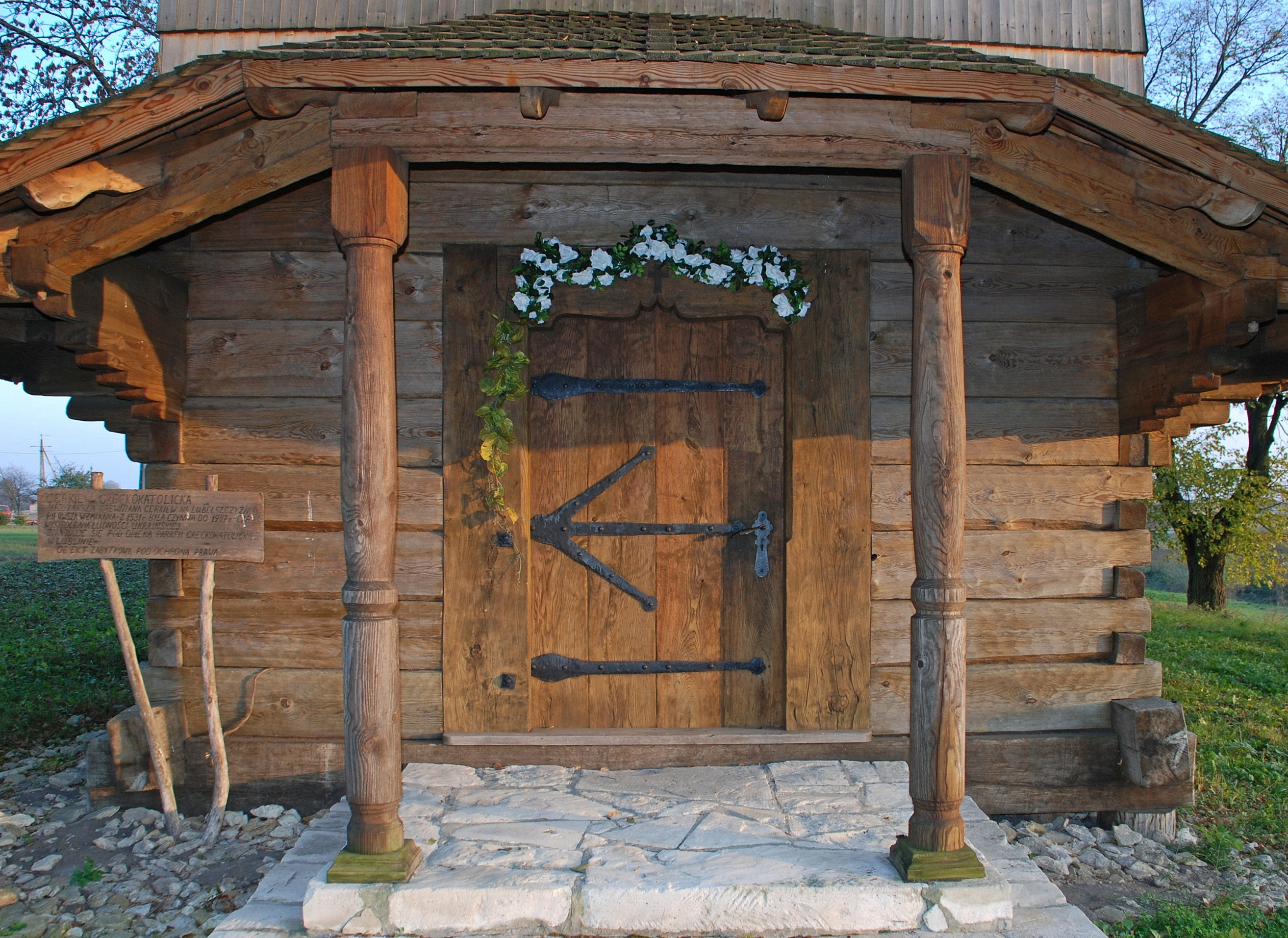
Wejście
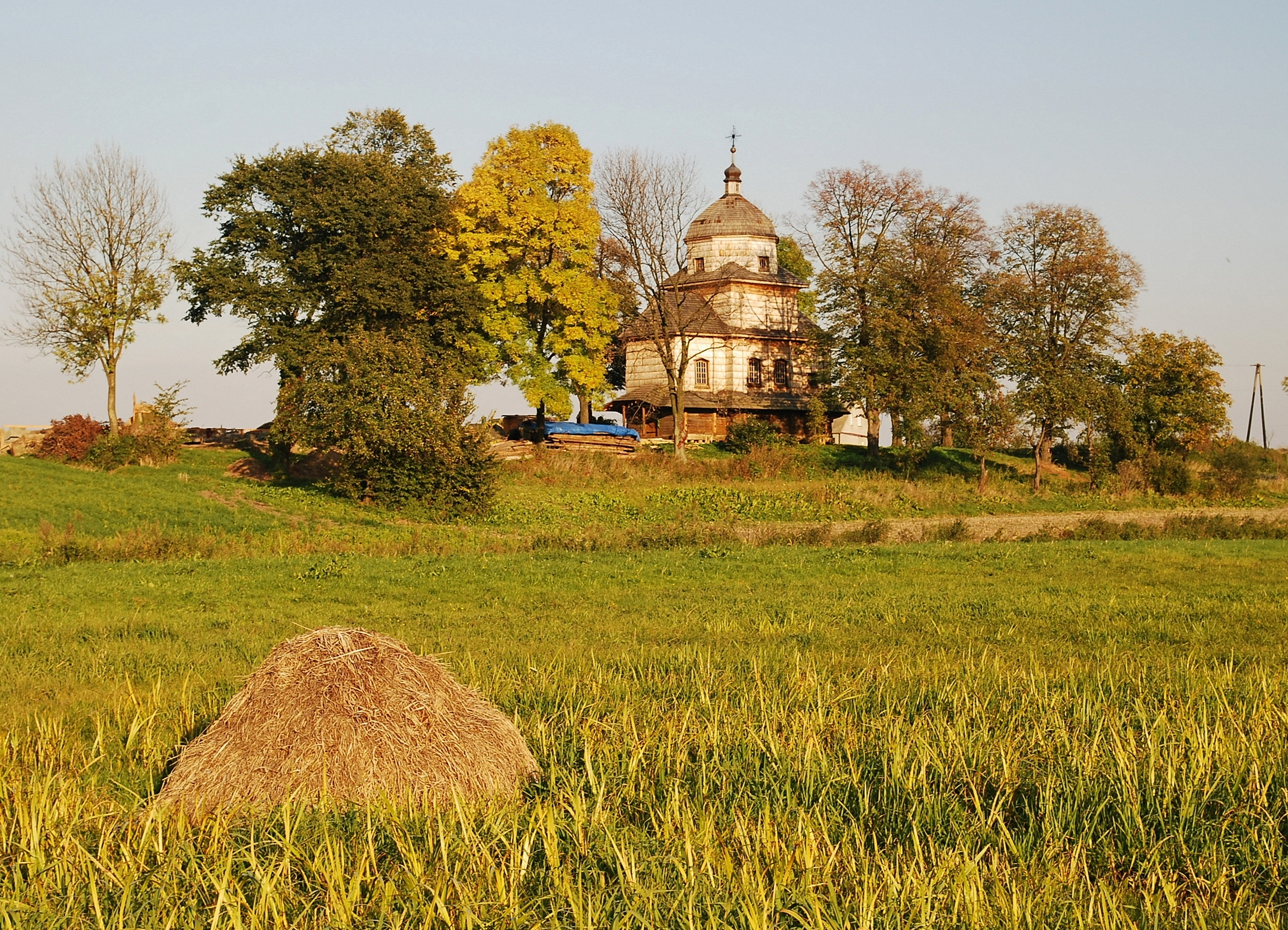
Widok ogólny
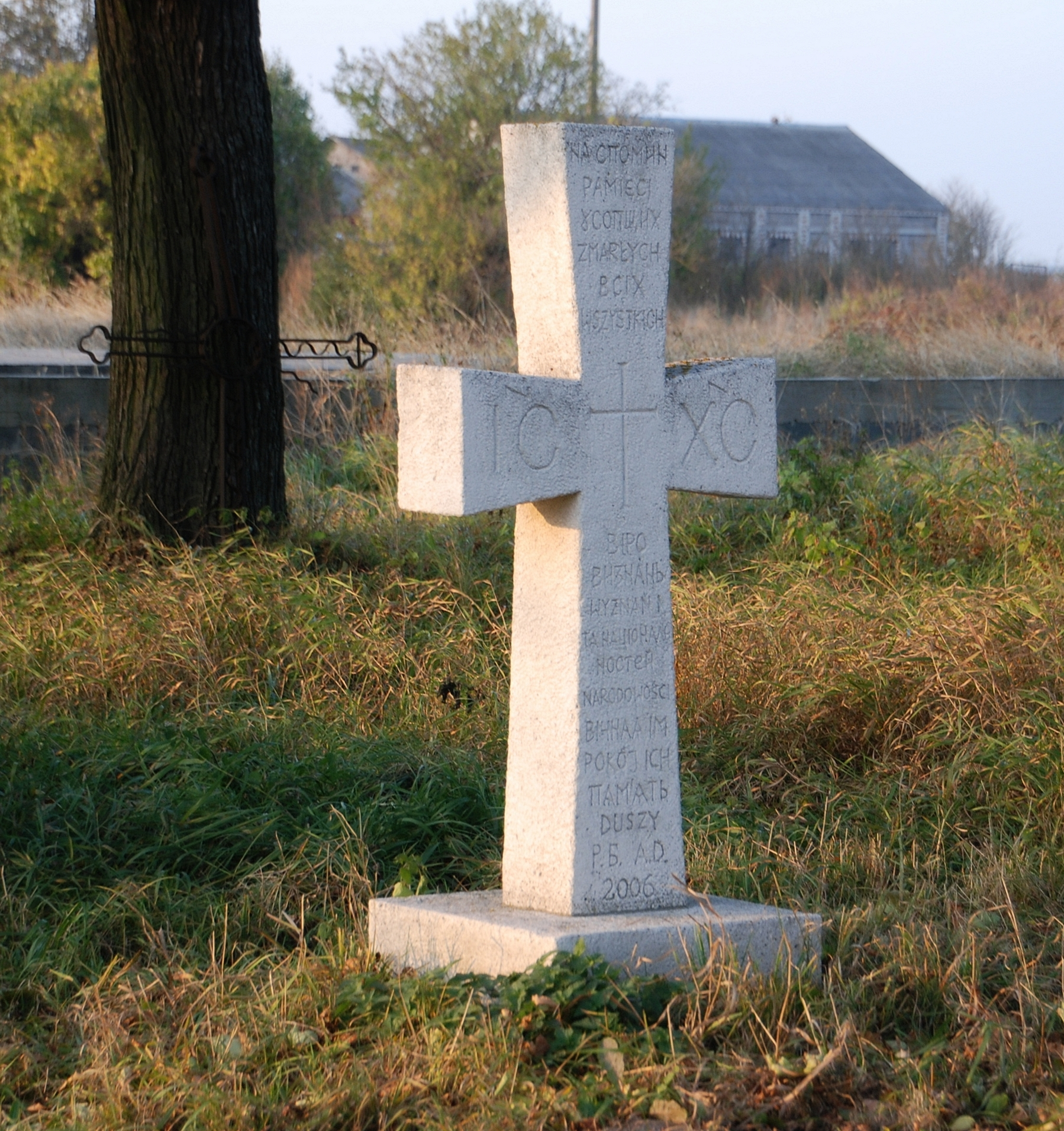
Przycerkiewny krzyż